# Rošal'
Rošal' (anche traslitterata come Rošal o Roshal) è una cittadina della Russia europea centrale (oblast' di Mosca), situata nella pianura della Meščëra sulle sponde del fiume Vojmega, 156 km a est della capitale.
Fondata nel 1916 come piccolo centro industriale, con il nome di Krestov Brod (Крестов Брод), fu ribattezzata con l'attuale nome l'anno successivo, in onore del rivoluzionario bolscevico Semën Grigor'evič Rošal'. Lo status di città è del 1940.

## Società

### Evoluzione demografica
Fonte: mojgorod.ru
- 1959: 21.800
- 1979: 25.300
- 1989: 24.000
- 2002: 22.407
- 2007: 21.600